# 2019년 북러정상회담
2019년 북러정상회담(北러頂上會談)은 조선민주주의인민공화국 김정은 국무위원장과 러시아 블라디미르 푸틴 대통령이 2019년 4월 25일에 러시아 블라디보스토크에서 정상회담을 가졌다.

## 참고 하기
- 남북정상회담
- 북베정상회담
- 북러정상회담
- 북중정상회담
- 북미정상회담

## 같이 보기
- 러시아의 대외 관계
- 조선민주주의인민공화국의 대외 관계
- 2023년 북러정상회담
- 2017년~2018년 북핵 위기
- 2018년 북중 정상회담
- 2018년 제1차 남북정상회담
- 2018년 제2차 남북정상회담
- 2018년 제3차 남북정상회담
- 2018년 북미정상회담
- 2019년 2월 북미정상회담
- 조선민주주의인민공화국의 원자력 발전